# Norbert Schmelzer
Wilhelm Klaus Norbert Schmelzer (Rotterdam, 22 maart 1921 - Sankt Ingbert, Saarland, 14 november 2008) was een Nederlands politicus. Namens de Katholieke Volkspartij was hij staatssecretaris, lid van de Tweede en Eerste Kamer en minister.
De Nacht van Schmelzer, waarin het kabinet-Cals ten val werd gebracht, is naar hem vernoemd. 
Schmelzer was een verdienstelijk jiu-jitsu beoefenaar, pianist, componist en dichter.

## Vroege loopbaan
Schmelzer studeerde economie aan de Katholieke Economische Hogeschool (de latere Tilburg University). Tijdens de Tweede Wereldoorlog was Schmelzer - een zoon van Duitse ouders die zich vanuit het toenmalig mandaatgebied Saarland in Nederland hadden gevestigd - voorzitter van de Raad van Negen binnen het Nederlands studentenverzet tegen de Duitse bezetter. Na zijn studietijd werd hij ambtenaar op het ministerie van Economische Zaken.

## Politieke loopbaan
Op aanraden van KVP-leider Carl Romme besloot hij zijn loopbaan in de politiek te zoeken. Hij stond op de kandidatenlijst van deze partij voor de verkiezingen voor de Tweede Kamer in 1952, zij het op een onverkiesbare plaats. In 1954 werd hij lid van het hoofdbestuur van de KVP.
In 1956 werd hij staatssecretaris op het ministerie van Binnenlandse Zaken in het derde kabinet-Drees, belast met de portefeuille Bezitsvorming en Publiekrechtelijke Bedrijfsorganisatie. Toen het kabinet na twee jaar ten val kwam, behield hij deze functie in het rompkabinet-Beel II. Bij de formatie van het kabinet-De Quay in 1959 werd hij staatssecretaris op het ministerie van Algemene Zaken, een functie die speciaal voor hem gecreëerd werd.
Na de kabinetsformatie van 1963 werd hij leider van de KVP-fractie in de Tweede Kamer.

### Nacht van Schmelzer
In de nacht van 13 op 14 oktober 1966 vonden in de Tweede Kamer de algemene beschouwingen plaats over de begroting voor 1967. Toenmalig premier Cals (ook KVP) had de Tweede Kamer om vertrouwen gevraagd voor een begrotingstekort. Schmelzer had problemen met dit gat in de rijksuitgaven. Hij diende een motie in voor betere dekking, die door de Kamer werd aangenomen. De premier vatte dit op als een motie van wantrouwen en het kabinet-Cals viel.
Naar aanleiding hiervan omschreef cabaretier Wim Kan hem in 1966 in zijn oudejaarsavondconference als een gladde teckel met een vette kluif in zijn bek. Nadien had hij Gladde teckel als bijnaam en sindsdien verzamelde hij beeldjes van teckels.
Schmelzer bleef tot 1971 fractieleider van de KVP. Hij verruilde toen zijn lidmaatschap van de Tweede Kamer voor dat van de Eerste Kamer. Dit laatste lidmaatschap was echter van korte duur, omdat hij in hetzelfde jaar werd benoemd tot minister van Buitenlandse Zaken in het kabinet-Biesheuvel I, een functie die hij uitoefende tot 1973.

## Najaren

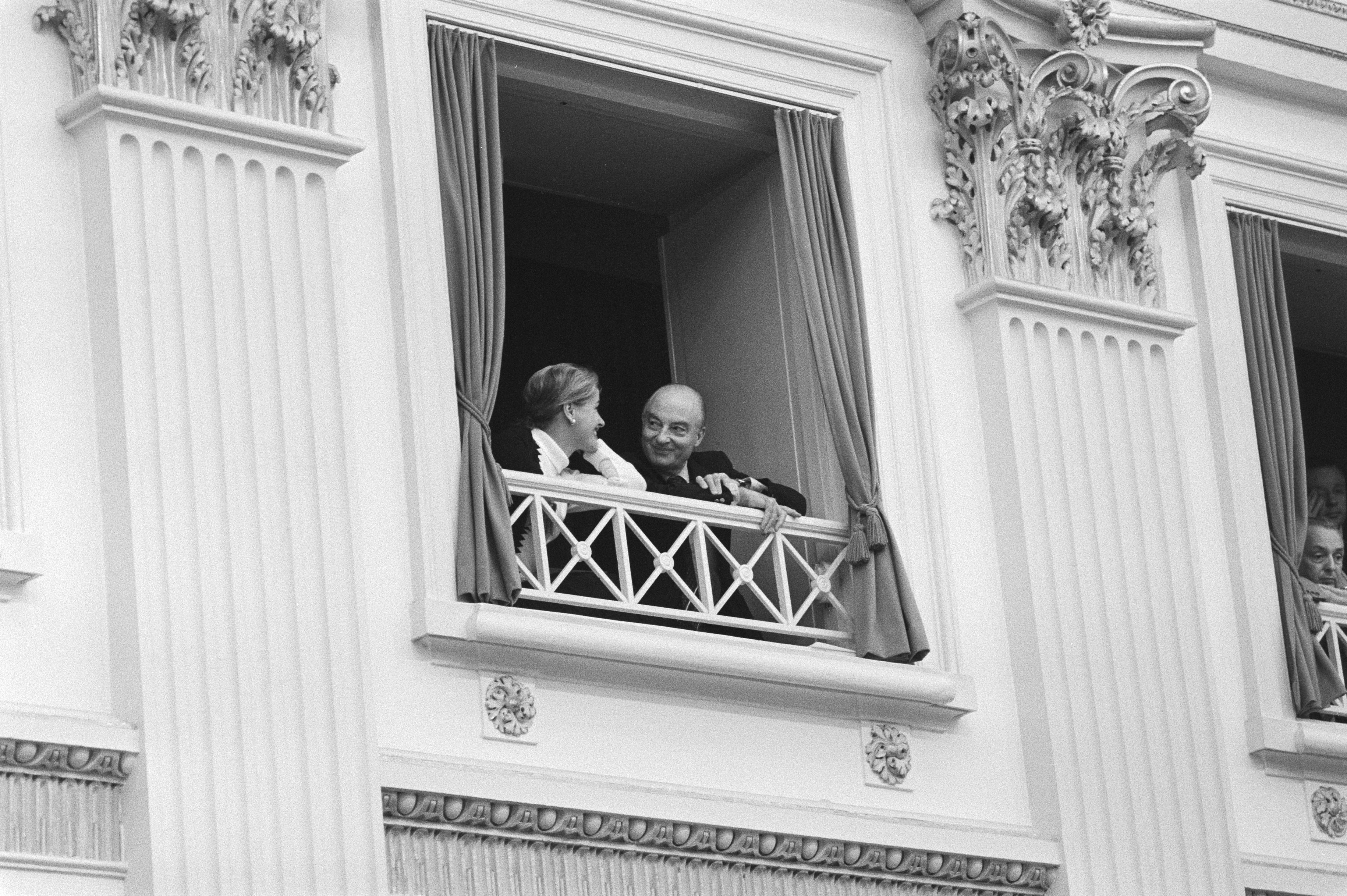
Met zijn vrouw in 1980. Marcel Antonisse / Anefo

Na zijn terugtreden uit de landelijke politiek bleef Schmelzer zich tot op hoge leeftijd bemoeien met de gang van zaken in de Nederlandse politiek, de KVP en het CDA.
Sinds 1 januari 2002 was hij lid van de Adviesraad Internationale Vraagstukken.
Norbert Schmelzer overleed op 14 november 2008 in Duitsland op 87-jarige leeftijd. Hij werd in het familiegraf in Duitsland bijgezet.

## Onderscheidingen
- Op 27 juli 1963 werd Schmelzer vanwege zijn staatssecretariaat en Kamerlidmaatschap benoemd tot Grootofficier in de Orde van Oranje-Nassau.
- Na zijn aftreden als Minister van Buitenlandse Zaken (8 juni 1973) werd Schmelzer benoemd tot Commandeur in de Orde van de Nederlandse Leeuw.
- Bij het afsluiten van zijn politieke loopbaan (maart 1991) werd Schmelzer bevorderd tot Grootkruis in de Orde van Oranje-Nassau.[4]
- In Nederland verwierf Schmelzer het Verzetsherdenkingskruis
- De Britse koningin benoemde Schmelzer tot Ridder Grootkruis in de Orde van Sint-Michaël en Sint-George.
- De Bondsrepubliek Duitsland onderscheidde Schmelzer met het "Grote Kruis van Verdienste met Ster", (Duits: "Grosses Verdienstkreuz mit Stern") van de Orde van Verdienste van de Bondsrepubliek Duitsland.
- De Franse Republiek benoemde Schmelzer tot Grootkruis in de Nationale Orde van Verdienste ("Frans: "Grand Croix de'l'Ordre de Mérite")

- Biografisch Portaal: 62998946
- Digitale Bibliotheek voor de Nederlandse Letteren: schm070
- Gemeinsame Normdatei: 129423017
- International Standard Name Identifier: 0000 0000 7870 8712
- Library of Congress Control Number: n80131779
- Nederlandse Thesaurus van Auteursnamen: 070914710
- Parlement.com: vg09ll7p0pzm
- Virtual International Authority File: 40455099
- WorldCat: E39PBJw8T8mQFCMX8bdrpr4cyd